# Breuer Ármin
Breuer Ármin (Szarvas, 1846. – Temesvár, 1909. november 30.) orvos.
1874-ben került Temesvárra és 1877-ben érdemei elismeréséül a megye főorvosává nevezték ki. 1890-ben kapta meg örökös főorvossá való kinevezését. Magyarországon ő alkalmazta először a diftéria szérumát. Alelnöke volt a dél-magyarországi Természettudományi Társulatnak. Orvosi szaklapokon kívül sokat írt a Hazánk és Külföld című lapokba.